# Jacob Moleschott
Jacobus Albertus Willebrordus Moleschott est un médecin, physiologiste et philosophe néerlandais, né à Bois-le-Duc dans le Brabant-Septentrional le 9 août 1822 et mort à Rome le 20 mai 1893.

## Biographie
Né dans une famille catholique, il est le fils de Adrianus Jacobus Franciscus Moleschott (1763-1839) - médecin, pharmacien et membre du Conseil municipal de Leyde - et le petit-fils du Dr Wilhelmus van der Monde (1756–1824). Il fréquente pendant cinq ans le Gymnasium de Clèves, alors ville prussienne. Il étudie la philosophie, la médecine et les sciences naturelles notamment auprès de l'anatomiste Friedrich Tiedemann, du chimiste Leopold Gmelin,du gynécologue Franz Karl Naegele et du physiologiste Friedrich Gustav Jakob Henle (sous la direction duquel il écrira sa thèse de doctorat) à l’Université de Heidelberg. Il commença par traduire du hollandais en allemand l’Essai d’une chimie physiologique générale de Gerardus Johannes Mulder.  Encore étudiant, il attira l’attention du monde scientifique par son ouvrage intitulé : Observations critiques de la théorie de Liebig sur la nutrition des plantes, publié à Haarlemen 1845, ce qui lui permit d’obtenir un prix de la Société Teyler de cette ville.  Après la publication de sa thèse (De Malpighanis pulmonum vesiculis publiée en 1845 à Heidelberg) et muni de son diplôme de docteur obtenu le 22 janvier 1845, il  exerce la médecine à Utrecht. Deux ans plus tard, en 1847, il accepta la position de Privat-docent à l’Université de Heidelberg, où il enseigna la physiologie et l’anthropologie. Dans ce cours, il se fit remarquer par la hardiesse de ses opinions scientifiques, qu’il exprima également dans les ouvrages suivants écrits en allemand :
- Physiologie der Nahrungsmittel  (La physiologie des aliments), Darmstadt (1850) ;
- Lehre der Nahrungsmittel für das Volk (Traité populaire sur les aliments) Erlangen (1850) , traduit en français par Ferdinand Flocon sous le titre De l’alimentation et du régime ;
- Physiologie des Stoffwechsels in Pflanzen und Thieren , Erlangen (1851), traduit en français sous le titre De la transformation des substances dans les plantes et les animaux ;
- Der Kreislauf des Lebens  Mayence (1852, 2 vol.) , traduit en français en 1865 par le docteur Cazelles sous le titre La Circulation de la vie  , .

Dans ce dernier ouvrage, La Circulation de la vie, il exposa à la lumière des récentes avancées scientifiques des thèses matérialistes nouvelles. Lavoisier avait montré à la fin du siècle précédent, qu’au cours des réactions chimiques il n’y avait ni disparition, ni création de matière, même si le résultat final présentait un aspect totalement différent des constituants de départ. Moleschott en déduisit que si la matière se conservait d’une manière aussi parfaite au cours de ces opérations, elle ne pouvait être qu’éternelle. Appliquant cette idée à la physiologie, il réalisa que la même matière passait inlassablement de l’air à la plante, de la plante à l’animal, de l’animal à l’homme, et enfin pour boucler le cycle, de l’homme à l’air et à la plante de nouveau. « La circulation de la matière est l’âme du monde » conclut-il. Pour expliquer la capacité de la matière à réagir malgré les aspects si différents qu’elle pouvait présenter, il lui associa une propriété : la force, elle-même immuable et universelle. Pour lui, l’univers était composé de ces deux constituants fondamentaux : la matière et la force, sans qu’il fût besoin de faire appel à d’autres principes surnaturels. Cette conception fut reprise quelques années plus tard par Ludwig Büchner, qui écrivit à son tour en 1855 son principal ouvrage Force et matière, qui reprenait cette même idée.
Mais les doctrines matérialistes de Moleschott provoquèrent la désapprobation du Sénat universitaire et du Ministre de l’Instruction publique. Il donna alors sa démission d’enseignant, et ne s’occupa plus que de la direction du laboratoire de physiologie qu’il avait fondé en 1853. Sa pensée fut condensée presque jusqu’à la caricature par des phrases lapidaires retirées de leur contexte, mais qui lui sont restées : « Pas de pensée sans phosphore » , ou « Le cerveau sécrète la pensée comme le foie la bile » (dont l'auteur est en fait Carl Vogt).
Lorsqu’en 1856, l’Université de Zurich le sollicita, il s’empressa d’accepter et quitta l’Allemagne. Il intitula son cours inaugural à l'Université Lumière et vie, qui fut imprimé à Francfort en 1857. Ce titre n’est pas sans rappeler le titre d’un autre ouvrage de Ludwig Büchner, qui parut plusieurs décennies plus tard : Licht und Leben.
(it) François de Sanctis, ministre italien de l’Instruction publique, appela Moleschott, dont il avait été collègue à Zurich, à l’Université de Turin en 1861, puis à celle de Rome en 1879. Entre ces deux postes, Moleschott obtint la naturalisation italienne, et avait été nommé en 1876 « Sénateur du Royaume ». À cette seconde partie de sa vie correspondent ses ouvrages écrits en italien, langue qu’il sut bientôt manier avec une aisance et une élégance absolument extraordinaires. Mais, par prudence peut-être, il réserva cette langue à ses travaux purement scientifiques :
- Conseils et commodités en période de choléra (1864) ;
- De l’accroissement des formations cornéennes du corps humain et des pertes en azote qui en résultent (1879) ;
- De l’influence des lumières composée et monochromatique sur l’exhalaison d’acide carbonique par un organisme animal (1879) ;
- La physiologie et les sciences sœurs (1879) ;
- Les attributs généraux des nerfs (1881) ;
- Utilisation du chloroforme dans le traitement du diabète sucré (1882) ;
- De la ration du soldat italien (1883) ;
- De la relation chimique des muscles striés et des diverses parties du système nerveux à l’état de repos et après un effort (1884).

## Œuvres
- [traduction] Essai d’une chimie physiologique générale de Gerardus Johannes Mulder, traduction du hollandais en allemand (1844) ;
- Observations critiques de la théorie de Liebig sur la nutrition des plantes, Haarlem (1845)
- Physiologie der Nahrungsmittel (La physiologie des aliments), Darmstadt (1850) ;
- Lehre der Nahrungsmittel für das Volk (Traité populaire sur les aliments) Erlangen (1850), traduit en français par Ferdinand Flocon sous le titre De l’alimentation et du régime (1858) ;
- Physiologie des Stoffwechsels in Pflanzen und Thieren, Erlangen (1851), traduit en français sous le titre De la transformation des substances dans les plantes et les animaux.
- Der Kreislauf des Lebens, Mayence (1852, 2 vol.), traduit en français par le docteur Émile Cazelles sous le titre La circulation de la vie : lettres sur la physiologie en réponse aux lettres sur la chimie, de Liebig, Éd. Germer Baillière, coll. «Bibliothèque de philosophie contemporaine» (1866) ;
- Georges Forster, le naturaliste du peuple, Francfort (1854) ;
- Physiologisches Skizzenbuch, Giessen(1861), Texte intégral (Esquisses physiologiques) ;
- Consigli e conforti nei tempi di colèra diretti alle singole persone ed in ispecie ai padri di famiglia  (1866)[17], (Conseils et commodités en période de choléra) ;
- Sull’accrescimento delle formazioni cornee del corpo umano e sulla perdita d’azoto ne risulta, en collaboration avec le professeur Fubini (1879), (De l’accroissement des formations cornéennes du corps humain et des pertes en azote qui en résultent) ;
- Dell’influenza della luce mista e cromatica nell’esalazione di acido carbonico per l’organismo animale, en collaboration avec le professeur Battistini (1879), (De l’influence des lumières composée et monochromatique sur l’exhalaison d’acide carbonique par un organisme animal) ;
- La Fisiologia e le scienze sorelle, (1879), (La physiologie et les sciences sœurs) ;
- Sugli attributi generali dei nervi, (1881), (Les attributs généraux des nerfs) ;
- L’uso dell’cloroformio nel diabete mellito (1882), (Utilisation du chloroforme dans le traitement du diabète sucré) ;
- Sulla razione del soldato italiano (1883), (De la ration du soldat italien) ;
- Sulla relazione chimica dei muscoli striati e di diverse parti del sistema nervoso in stato di riposo e dopo il lavoro (1884), (De la relation chimique des muscles striés et des diverses parties du système nerveux à l’état de repos et après un effort) ;
- Francesco de Sanctis, (1884) ;
- Per una festa della Scienza, (1885), (Pour une fête de la Science) ;
- Untersuchungen zur Naturlehre des Menschen und der Thiere, (13 vol.), commencé en 1856, cet ouvrage fut poursuivi après sa mort par Colosanti et Fubini ;
- Für meine Freunde (1894).
- Les régulateurs de la vie humaine lire en ligne sur Gallica